# Цюн Маймайтитуэрсунь
Цюн Маймайтитуэрсунь (кит. 琼 麦麦提图尔孙; род. 13 января 1988, Кашгар, Синьцзян-Уйгурский автономный район), также Мехмет Турсун Чон (уйг. مەمەتتۇرسۇن چوڭ‎) — китайский боксёр, представитель полусредних весовых категорий. Выступает за национальную сборную КНР по боксу с 2006 года, чемпион Азии, бронзовый призёр Азиатских игр, победитель и призёр многих турниров международного значения, участник двух летних Олимпийских игр.

## Биография
Цюн Маймайтитуэрсунь родился 13 января 1988 года в городском уезде Кашгар Синьцзян-Уйгурского автономного района, КНР. Этнический уйгур.

### Любительская карьера
Впервые заявил о себе в боксе в 2006 году, когда вошёл в основной состав китайской национальной сборной и выступил на Кубке мира в Баку, где по очкам проиграл россиянину Александру Иванову.
В 2007 году в зачёте первой полусредней весовой категории выступил на чемпионате Азии в Улан-Баторе и на чемпионате мира в Чикаго.
В 2008 году одержал победу на Кубке короля в Бангкоке и благодаря череде удачных выступлений удостоился права защищать честь страны на домашних летних Олимпийских играх в Пекине — уже в стартовом поединке категории до 64 кг со счётом 8:15 потерпел поражение от россиянина Геннадия Ковалёва и сразу же выбыл из борьбы за медали.
На домашних Азиатских играх в Гуанчжоу стал бронзовым призёром в полусреднем весе, проиграв в полуфинале узбеку Уктамжону Рахмонову.
В 2011 году одержал победу на азиатском первенстве в Инчхоне, в то время как на мировом первенстве в Баку остановился уже на предварительном этапе, уступив литовцу Эгидиусу Каваляускасу.
На Азиатской олимпийской квалификации в Астане победил всех соперников по турнирной сетке и таким образом прошёл отбор на Олимпийские игры 2012 года в Лондоне. Тем не менее, на Играх в первом же поединке категории до 69 кг со счётом 11:16 потерпел поражение от россиянина Андрея Замкового.
После лондонской Олимпиады Цюн остался в составе боксёрской команды Китая и продолжил принимать участие в крупнейших международных турнирах. Так, в 2013 году он выиграл китайское национальное первенство в полусреднем весе, дошёл до четвертьфинала на чемпионате Азии в Аммане, проиграв представителю Казахстана Данияру Елеусинову, боксировал на чемпионате мира в Алма-Ате, где на предварительном этапе его остановил монгол Бямбын Тувшинбат.
В 2015 году добавил в послужной список ещё одну победу в зачёте китайского национального первенства, взял бронзу на Мемориале Странджи в Болгарии — в полуфинале проиграл местному болгарскому боксёру Симеону Чамову.
В 2016 году отметился выступлением на Мемориале Умаханова в Махачкале, выиграв серебряную медаль. Также в этом сезоне дебютировал на профессиональном уровне, выиграл бой, однако продолжать карьеру профессионального боксёра не стал.
В 2018 году принимал участие в Азиатских играх в Джакарте, в полусреднем весе остановился в 1/8 финал.
На азиатском первенстве 2019 года в Бангкоке стал бронзовым призёром, тогда как на мировом первенстве в Екатеринбурге дошёл до 1/16 финала, проиграв титулованному кубинцу Роньелю Иглесиасу.